# Ribeira do Gato (Pedro Miguel)
A Ribeira do Gato é um curso de água português localizado na freguesia de Pedro Miguel, ilha do Faial, arquipélago dos Açores.
Este curso de água tem origem a uma cota de altitude de cerca de 500 metros nos contrafortes montanhosos do Cerrado do Gato. Procede à drenagem da bacia hidrográfica da referida elevação bem de como toda a área que se estende desta até se encontrar com a Ribeira do Rato de que é afluente.
Esta ribeira recebe afluentes de pequena monte e junto com a Ribeira do Rato segue para o Oceano indo desaguar no Oceano Atlântico depois de passar na localidade de Pedro Miguel, numa vasta baía, entre a Ponta de João Dias e a Ponta da Ribeirinha.